# Gustav Schuft
Fritz Richard Gustav Schuft (16. června 1876, Berlín – 8. února 1948, Chotěbuz) byl německý sportovní gymnasta, účastník Letních olympijských her 1896 v Athénách, kde získal v hromadných cvičeních družstev na bradlech a hrazdě dvě zlaté olympijské medaile.
Gustav Schuft se narodil v Berlíně, kde se vyučil rytcem a cvičil za oddíl Turngemeinde in Berlin. Kromě olympijských her nedosáhl žádných významnějších sportovních úspěchů, Po návratu z Athén byla většina členů německého gymnastického družstva vyloučena z nacionalistické Německé asociace gymnastiky, protože se účastnila Her ve jménu „internacionálního přátelství národů“. Později byl veden jako člen oddílu Cottbus Turnverein v lužické Chotěbuzi, kde také zemřel.

## Schuft na olympijských hrách 1896
Schuft se na olympiádě 1896 se účastnil čtyř disciplín v soutěžích jednotlivců na nářadích – v přeskoku, koni na šíř, na hrazdě i bradlech, ale v žádné z nich se neumístil na medailových pozicích a jeho přesná umístění neznáme. Ke hromadnému cvičení na bradlech se proti německému družstvu postavila dvě družstva Řeků z Athén. Družstva musela zacvičit tříminutovou sestavu, přičemž rozhodčí hodnotili celkové provedení, náročnost cviků a jejich sladění do celku. Němci bezkonkurenčně získali zlaté medaile. Obdobné cvičení na hrazdě Řekové neobsadili vůbec a Němci získali olympijský titul prakticky zadarmo.